# Lukechangita-(Ce)
La lukechangita-(Ce) és un mineral de la classe dels carbonats. Rep el seu nom del professor Luke L. Y. Chang (1934-), de la Universitat de Maryland, per les seves contribucions a l'estudi dels minerals de la classe dels carbonats.

## Característiques
La lukechangita-(Ce) és un carbonat de fórmula química Na₃Ce₂(CO₃)₄F. Cristal·litza en el sistema hexagonal. Forma cristalls tabulars prismàtics curts, i en forma de barril, d'aproximadament 1 mil·límetre, mostrant {0001}, {1120}, {1121}, estriat paral·lelament a {0001}. La seva duresa a l'escala de Mohs és 4,5.
Segons la classificació de Nickel-Strunz, la lukechangita-(Ce) pertany a «05.BD: Carbonats amb anions addicionals, sense H₂O, amb elements de terres rares (REE)» juntament amb els següents minerals: cordilita-(Ce), zhonghuacerita-(Ce), kukharenkoïta-(Ce), kukharenkoïta-(La), cebaïta-(Ce), cebaïta-(Nd), arisita-(Ce), arisita-(La), bastnäsita-(Ce), bastnäsita-(La), bastnäsita-(Y), hidroxilbastnäsita-(Ce), hidroxilbastnäsita-(Nd), hidroxilbastnäsita-(La), parisita-(Ce), parisita-(Nd), röntgenita-(Ce), sinquisita-(Ce), sinquisita-(Nd), sinquisita-(Y), thorbastnäsita, bastnäsita-(Nd), horvathita-(Y), qaqarssukita-(Ce) i huanghoïta-(Ce).

## Formació i jaciments
Va ser descoberta a la pedrera Poudrette, a Mont Saint-Hilaire, La Vallée-du-Richelieu RCM (Quebec, Canadà), l'únic indret on ha estat descrita. Sol trobar-se associada a altres minerals com: microclina, analcima, sodalita, aegirina, serandita, eudialita, catapleiïta, fluorita, petersenita-(Ce), siderita, astrofil·lita i albita.